# Vivere (Mecna)
Vivere è un singolo del rapper italiano Mecna, pubblicato l'8 settembre 2020 come terzo estratto dal quinto album in studio Mentre nessuno guarda.
Il brano vede la partecipazione del rapper Izi.

## Tracce
1. Vivere (feat. Izi) – 3:31

## Classifiche
| Classifica (2020) | Posizione massima |
| ----------------- | ----------------- |
| Italia            | 67                |